# Hipismo nos Jogos Olímpicos de Verão de 2012 - CCE individual

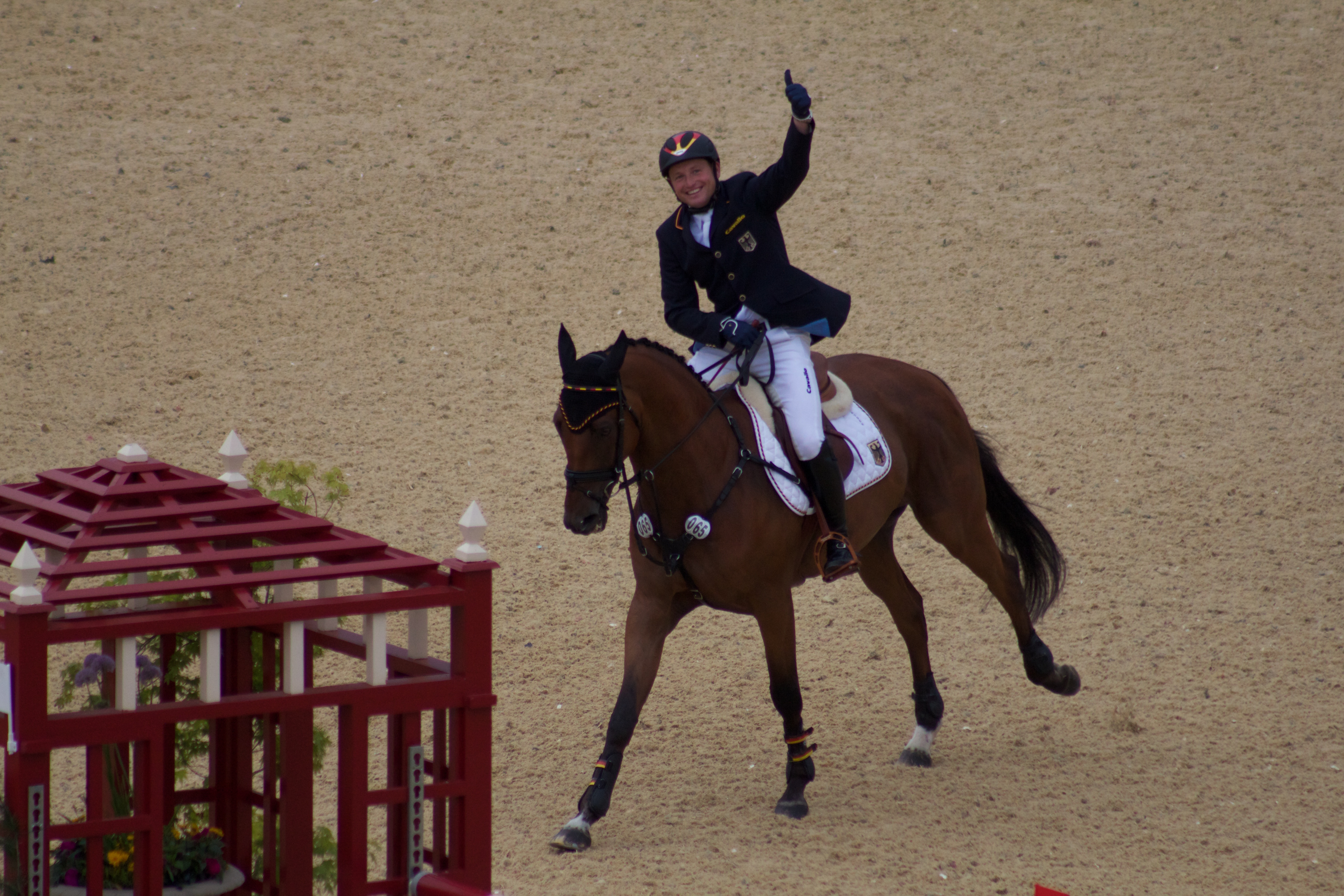
Michael Jung venceu o CCE individual em Londres.

A competição do CCE individual do hipismo nos Jogos Olímpicos de Verão de 2012 foi realizada entre os dias 28 e 31 de julho no Greenwich Park.

## Calendário
Horário local (UTC+1)
| Dia         | Horário | Fase                 |
| ----------- | ------- | -------------------- |
| 28 de julho | 10:00   | Adestramento (Dia 1) |
| 29 de julho | 10:00   | Adestramento (Dia 2) |
| 30 de julho | 12:30   | Cross-country        |
| 31 de julho | 10:30   | Saltos               |

## Medalhistas
| Ouro   | GER Michael Jung (Sam)            |
| Prata  | SWE Sara Algotsson Ostholt (Wega) |
| Bronze | GER Sandra Auffarth (Opgun Louvo) |

## Resultados
O CCE consiste de uma prova combinada de adestramento, cross-country e saltos, sendo esta última composta de duas rodadas. Apenas os 25 melhores ginetes (incluindo empates no 25º lugar e respeitando um limite de três pares por país) após a primeira rodada de saltos competem na rodada final. Os resultados da competição individual também contaram para a competição por equipes.
| Pos.              | Ginete                  | CON                | Cavalo                    | Adestramento | Cross-country | Saltos | Saltos final | Total  |
| ----------------- | ----------------------- | ------------------ | ------------------------- | ------------ | ------------- | ------ | ------------ | ------ |
| Medalha de ouro   | Michael Jung            | GER Alemanha       | Sam                       | 40.60        | 0.00          | 0.00   | 0.00         | 40.60  |
| Medalha de prata  | Sara Algotsson Ostholt  | SWE Suécia         | Wega                      | 39.30        | 0.00          | 0.00   | 4.00         | 43.30  |
| Medalha de bronze | Michael Jung            | GER Alemanha       | Opgun Louvo               | 40.00        | 4.80          | 0.00   | 0.00         | 44.80  |
| 4                 | Andrew Nicholson        | NZL Nova Zelândia  | Nereo                     | 45.00        | 0.00          | 0.00   | 4.00         | 49.00  |
| 5                 | Mary King               | GBR Grã-Bretanha   | Imperial Cavalier         | 40.90        | 1.20          | 0.00   | 8.00         | 50.10  |
| 6                 | Kristina Cook           | GBR Grã-Bretanha   | Miners Frolic             | 42.00        | 0.00          | 1.00   | 8.00         | 51.00  |
| 7                 | Aoife Clark             | IRL Irlanda        | Master Crusoe             | 48.90        | 3.60          | 0.00   | 0.00         | 52.50  |
| 8                 | Zara Phillips           | GBR Grã-Bretanha   | High Kingdom              | 46.10        | 0.00          | 7.00   | 0.00         | 53.10  |
| 9                 | Karen O'Connor          | USA Estados Unidos | Mr Medicott               | 48.20        | 5.60          | 0.00   | 0.00         | 53.80  |
| 10                | Jonathan Paget          | NZL Nova Zelândia  | Clifton Promise           | 44.10        | 4.80          | 8.80   | 1.00         | 53.90  |
| 11                | Vittoria Panizzon       | ITA Itália         | Borough Pennyz            | 53.50        | 0.00          | 1.00   | 0.00         | 54.50  |
| 12                | Mark Todd               | NZL Nova Zelândia  | Campino                   | 39.10        | 0.40          | 7.00   | 8.00         | 54.50  |
| 13                | Andrew Hoy              | AUS Austrália      | Rutherglen                | 41.70        | 7.60          | 8.00   | 0.00         | 57.30  |
| 14                | Joseph Murphy           | IRL Irlanda        | Electric Cruise           | 55.60        | 4.80          | 0.00   | 0.00         | 60.40  |
| 15                | Karin Donckers          | BEL Bélgica        | Gazelle de la Brasserie   | 40.00        | 11.60         | 4.00   | 6.00         | 61.60  |
| 16                | Chris Burton            | AUS Austrália      | HP Leilani                | 46.10        | 0.00          | 4.00   | 12.00        | 62.10  |
| 17                | Nicolas Touzaint        | FRA França         | Hildago de L'Ile          | 47.60        | 7.60          | 5.00   | 7.00         | 64.20  |
| 18                | Niklas Lindbäck         | SWE Suécia         | Mister Pooh               | 45.20        | 2.80          | 9.00   | 11.00        | 68.00  |
| 19                | Stefano Brecciaroli     | ITA Itália         | Apollo WD Wendi Kurt Hoev | 38.50        | 11.60         | 11.00  | 8.00         | 69.10  |
| 20                | Ludvig Svennerstål      | SWE Suécia         | Shamwari                  | 43.70        | 0.40          | 8.00   | 20.00        | 72.10  |
| 21                | Mark Kyle               | IRL Irlanda        | Coolio                    | 58.70        | 7.20          | 6.00   | 4.00         | 75.90  |
| 22                | Jessica Phoenix         | CAN Canadá         | Exponential               | 54.80        | 2.40          | 14.00  | 8.00         | 79.20  |
| 23                | Phillip Dutton          | USA Estados Unidos | Mystery Whisper           | 44.30        | 2.80          | 23.00  | 11.00        | 81.10  |
| 24                | Lionel Guyon            | FRA França         | Nemetis de Lalou          | 50.90        | 20.00         | 0.00   | 21.00        | 91.90  |
| 25                | Ingrid Klimke           | GER Alemanha       | Butts Abraxxas            | 39.30        | 0.00          | 9.00   | RET          |        |
| 26                | Dirk Schrade            | GER Alemanha       | King Artus                | 39.80        | 10.80         | 0.00   |              | 50.60  |
| 27                | William Fox-Pitt        | GBR Grã-Bretanha   | Lionheart                 | 44.10        | 9.20          | 0.00   |              | 53.30  |
| 28                | Nicola Wilson           | GBR Grã-Bretanha   | Opposition Buzz           | 51.70        | 0.00          | 4.00   |              | 55.70  |
| 29                | Caroline Powell         | NZL Nova Zelândia  | Lenamore                  | 52.20        | 1.60          | 4.00   |              | 57.80  |
| 30                | Malin Petersen          | SWE Suécia         | Sofarsogood               | 60.40        | 0.80          | 6.00   |              | 67.20  |
| 31                | Peter Thomsen           | GER Alemanha       | Barny                     | 58.50        | 5.20          | 8.00   |              | 71.70  |
| 32                | Jonelle Richards        | NZL Nova Zelândia  | Flintstar                 | 56.70        | 6.00          | 9.00   |              | 71.70  |
| 33                | Andrew Heffernan        | NED Países Baixos  | Millthyne Corolla         | 50.60        | 12.40         | 12.00  |              | 75.00  |
| 34                | Virginie Caulier        | BEL Bélgica        | Nepal du Sudre            | 48.30        | 21.20         | 9.00   |              | 78.50  |
| 35                | Lucinda Fredericks      | AUS Austrália      | Flying Finish             | 40.00        | 38.00         | 1.00   |              | 79.00  |
| 36                | Linda Algotsson         | SWE Suécia         | La Fair                   | 59.80        | 20.00         | 0.00   |              | 79.80  |
| 37                | William Coleman         | USA Estados Unidos | Twizzel                   | 46.30        | 36.40         | 2.00   |              | 84.70  |
| 38                | Tim Lips                | NED Países Baixos  | Oncarlos                  | 51.70        | 22.00         | 13.00  |              | 86.70  |
| 39                | Atsushi Negishi         | JPN Japão          | Pretty Darling            | 50.40        | 25.60         | 12.00  |              | 88.00  |
| 40                | Tiana Coudray           | USA Estados Unidos | Ringwood Magister         | 52.00        | 25.60         | 11.00  |              | 88.60  |
| 41                | Nina Ligon              | THA Tailândia      | Butts Leon                | 53.90        | 16.00         | 22.00  |              | 91.90  |
| 42                | Ruy Fonseca             | BRA Brasil         | Tom Bombadill Too         | 53.90        | 26.40         | 12.00  |              | 92.30  |
| 43                | Ronald Zabala-Goetschel | ECU Equador        | Master Rose               | 53.30        | 36.00         | 7.00   |              | 96.30  |
| 44                | Marcelo Tosi            | BRA Brasil         | Eleda All Black           | 58.00        | 29.60         | 10.00  |              | 97.60  |
| 45                | Aurélien Kahn           | FRA França         | Cadiz                     | 55.90        | 39.60         | 7.00   |              | 102.50 |
| 46                | Marcio Jorge            | BRA Brasil         | Josephine                 | 58.50        | 42.80         | 4.00   |              | 105.30 |
| 47                | Mikhail Nastenko        | RUS Rússia         | Coolroy Piter             | 59.80        | 52.00         | 2.00   |              | 113.80 |
| 48                | Toshiyuki Tanaka        | JPN Japão          | Marquis de Plescop        | 55.00        | 60.00         | 4.00   |              | 119.00 |
| 49                | Alexander Peternell     | RSA África do Sul  | Asih                      | 70.40        | 46.00         | 7.00   |              | 123.40 |
| 50                | Denis Mesples           | FRA França         | Oregon de la Vigne        | 61.50        | 46.00         | 19.00  |              | 126.50 |
| 51                | Samantha Albert         | JAM Jamaica        | Carraig Dubh              | 67.20        | 54.00         | 21.00  |              | 142.20 |
| 52                | Aliaksandr Faminou      | BLR Bielorrússia   | Pasians                   | 63.70        | 52.80         | 34.00  |              | 150.50 |
| 53                | Andrei Korshunov        | RUS Rússia         | Fabiy                     | 80.20        | 32.80         | 52.00  |              | 165.00 |
| –                 | Donatien Schauly        | FRA França         | Ocarina du Chanois        | 44.40        | 7.20          | RET    |              |        |
| –                 | Boyd Martin             | USA Estados Unidos | Otis Barbotiere           | 50.70        | 3.60          | RET    |              |        |
| –                 | Joris Vanspringel       | BEL Bélgica        | Lully des Aulnes          | 51.90        | 12.80         | RET    |              |        |
| –                 | Paweł Spisak            | POL Polônia        | Wag                       | 54.80        | 22.40         | RET    |              |        |
| –                 | Marc Rigouts            | BEL Bélgica        | Dunkas                    | 50.70        | 56.80         | RET    |              |        |
| –                 | Michelle Mueller        | CAN Canadá         | Amistad                   | 57.00        | 63.20         | RET    |              |        |
| –                 | Yoshiaki Oiwa           | JPN Japão          | Noonday de Conde          | 38.10        | EL            |        |              |        |
| –                 | Clayton Fredericks      | AUS Austrália      | Bendigo                   | 40.40        | EL            |        |              |        |
| –                 | Kenki Sato              | JPN Japão          | Chippieh                  | 42.20        | EL            |        |              |        |
| –                 | Sam Griffiths           | AUS Austrália      | Happy Times               | 45.40        | EL            |        |              |        |
| –                 | Camilla Speirs          | IRL Irlanda        | Portersize Just A Jiff    | 47.60        | EL            |        |              |        |
| –                 | Hawley Bennett-Awad     | CAN Canadá         | Gin & Juice               | 48.70        | EL            |        |              |        |
| –                 | Rebecca Howard          | CAN Canadá         | Riddle Master             | 50.60        | EL            |        |              |        |
| –                 | Elaine Pen              | NED Países Baixos  | Vira                      | 52.20        | EL            |        |              |        |
| –                 | Carl Bouckaert          | BEL Bélgica        | Cyrano Z                  | 53.00        | EL            |        |              |        |
| –                 | Takayuki Yumira         | JPN Japão          | Latina                    | 58.50        | EL            |        |              |        |
| –                 | Michael Ryan            | IRL Irlanda        | Ballylynch Adventure      | 60.20        | EL            |        |              |        |
| –                 | Peter Barry             | CAN Canadá         | Kilrodan Abbott           | 61.70        | EL            |        |              |        |
| –                 | Alena Tseliapushkina    | BLR Bielorrússia   | Passat                    | 69.10        | EL            |        |              |        |
| –                 | Harald Ambros           | AUT Áustria        | O-Feltiz                  | 69.50        | EL            |        |              |        |
| –                 | Serguei Fofanoff        | BRA Brasil         | Barbara                   | 72.00        | EL            |        |              |        |